# 九洲小學
九洲小學位於中國廣東省珠海市香洲區拱北街道，是當地的一所公立小学。

## 概述
九洲小學创办于1968年，原來是一所村办的小学，名為洲仔小學。1986年转为公办学校，1993年遷至現時位於九洲大道的新建校址，並改為現在的校名。由於學校鄰近九洲港及澳門關閘，所以有不少港澳居民在內地的子女都在學校裡就讀。2000年6月，晋升为市一级学校。
至2013年，占地10886平方米，建筑面积7347平方米。教学班24个，学生1221人。